# Pod Jezevčí skálou
Pod Jezevčí skálou je dětský film, který natočil režisér Václav Gajer v roce 1978. Příběh pojednává o vztahu hajného (Gustáv Valach) zvyklého na samotu a jeho vnuka (Tomáš Holý). Film získal cenu Zlatý dudek na X. národní přehlídce filmů pro děti v Ostrově nad Ohří 1978 za nejlepší chlapecký herecký výkon pro Tomáše Holého.

## Děj

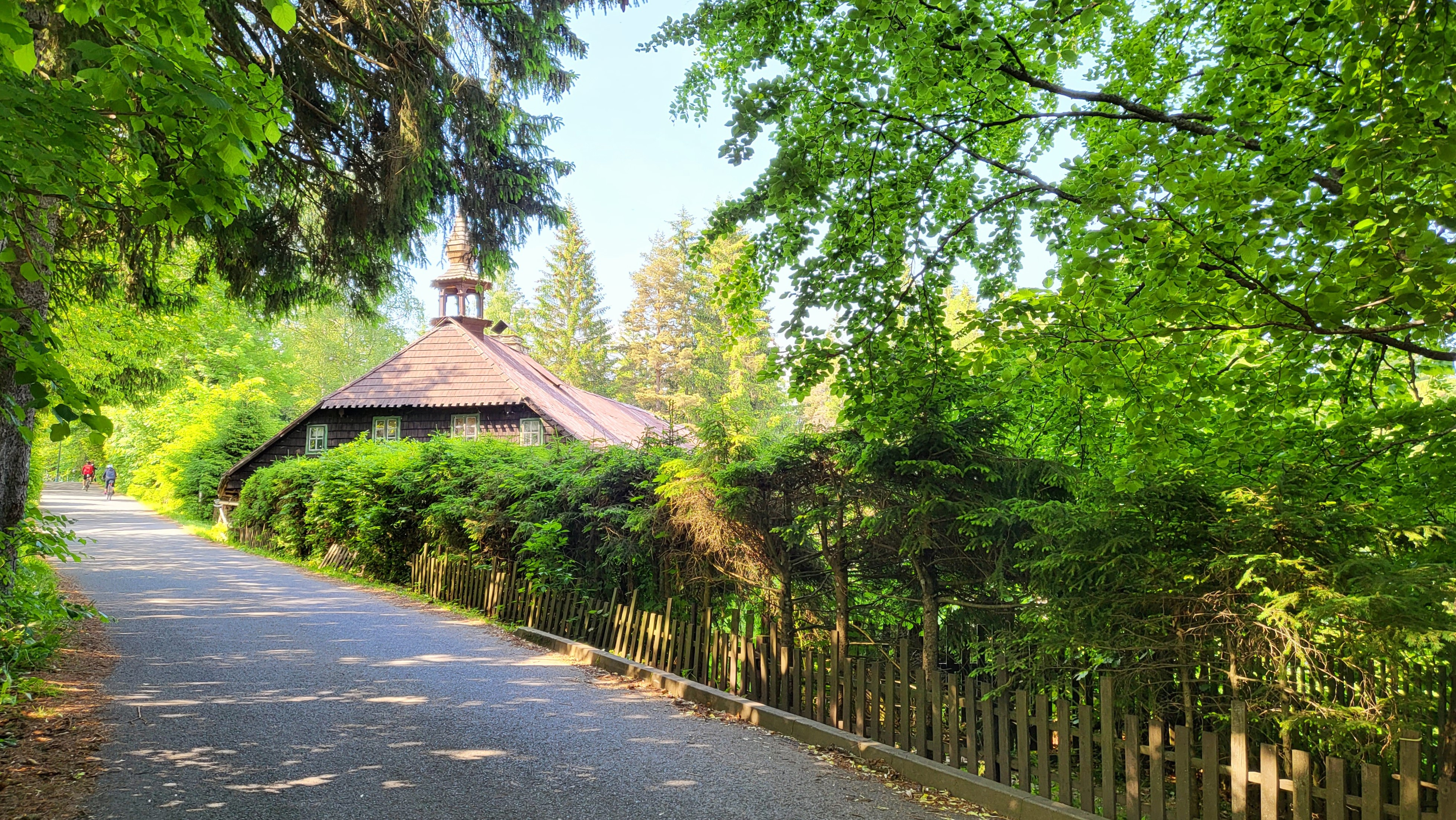
Klostermannova chalupa u Srní – filmová hájovna

Hajný Straka žije osaměle v šumavském lese, odcizený od syna a vnuka. Když jeho snacha přiveze vnuka Vaška, aby se zotavil po nemoci, Straka zpočátku protestuje. Vašek si však rychle získá jeho srdce a stává se mu společníkem při procházkách lesem. Při zimní obchůzce narazí na problém s jezevcem, který uvězní Broka, jezevčíka Straky, v noře. Vašek se snaží Broka zachránit, ale Straka onemocní a nemůže pomoci. Naštěstí se objeví řidič tahače Hromotluk a s pomocí buldozeru zachrání Broka. Po uzdravení se všichni vydávají na lov jelena samotáře.

## Obsazení
| Gustáv Valach     | hajný Václav Straka                        |
| Tomáš Holý        | Vašek, Strakův vnuk                        |
| Jana Brejchová    | Jarmila, Strakova snacha a Vaškova maminka |
| Josef Vinklář     | lesní dělník zvaný Hromotluk               |
| Zdeněk Buchvaldek | fořt                                       |
| Jan Pohan         | hajný Antoš                                |
| Milan Kindl       | lesní dělník Hynek                         |
| Vladimír Míka     | lesní dělník Jouza                         |
| Karel Bělohradský | lesní dělník                               |

## Tvůrci a štáb
- Režie: Václav Gajer
- Námět: Josef Pohl, Karel Urbánek
- Scénář: Václav Gajer, Josef Pohl
- Dramaturg: Pavla Frýdlová
- Kamera: Rudolf Milič
- Vedoucí produkce: Jiří Beránek
- Hudba: Luboš Sluka
- Nahrál: Filmový symfonický orchestr (řídil František Belfín)
- Výtvarník dekorací: Miroslav Hrachovec
- Návrhy kostýmů: Svata Sophová
- Kostýmy: Eliška Hofová
- Zvuk: Alexandr Vrbata
- Střih: Josef Dobřichovský
- Pomocný režisér: Jiří Ostrý
- II. kameraman: Michal Krob
- Masky: Rudolf Buneš
- Výprava: Ivan Ernyei, Václav Lyalikoff
- Skript: Dagmar Švejdová
- Zástupci vedoucího výroby: Alena Losová, Vlasta Synkulová

Film byl natočen za spolupráce pracovníků Lesního závodu Vimperk.

## Produkční a technické údaje
- Premiéra: 8. prosinec 1978
- Výroba: Filmové studio Barrandov, © 1978
- Zpracovaly: Filmové laboratoře Barrandov, závod Praha
- Barva: barevný
- Jazyk: čeština
- Délka: cca 75 minut
- Formát obrazu: 1,66:1